# Sestra
Sestra (svensk: Systerbäck å, russisk: Сестра, finsk: Rajajoki eller Siestarjoki, nordsamisk: Systerbäck) er en å i Leningrad oblast i Rusland. Åen er beliggende på det Karelske næs og udgjorde en naturlig grænse mellem Sverige og Republikken Novgorod/Rusland fra 1323 til 1617 og mellem Finland og Rusland/Sovjetunionen fra 1812 til 1940. Historisk dannede åen tilsvarende grænsen mellem den svensk/finske landskab Karelen i vest og det russiske landskab Ingermanland i øst.
Åen er 74 km lang og afvander et område på 399 km². Sestra flyder på det karelske næs. Tidligere havde floden udløb i den Finske Bugt, men i begyndelsen af 1700-tallet blev der bygget en dæmning, som opstemte vandet til en våbenfabrik i Sestroretsk. En del af åen blev omdannet til et reservoir, som kaldes Sestroretskij razliv (Sestroretskij-søen), som er to meter dyb og dækker et område på 10,6 km². Siden da er Sestra flydt ud i dette reservoir. Sestroretskij-søen er adskilt fra den Finske Bugt af en række kunstige sandklitter. Overskydende vand udledes i den Finske Bugt gennem en 4,8 km lang kanal.

## Galleri
- Sestra/Rajajoki i 1920'erne. Til venstre Finland, til højre Sovjetunionen. I baggrunden jerbanelinjen Helsinki-Viiipuri-St Petersburg.
- Jernbanebroen over den finsk-sovjetiske grænse.